# Yun Zhu
Yun Zhu o Wanglan Yun Zhu alias Experta del Lago de los Lotos (Changzhou, 29 de julio de 1771 – 1 de junio de 1833) fue una poeta, pintora, antropóloga y moralista china en la dinastía Qing. Reunió miles de poemas escritos por cientos de mujeres.

## Vida
Zhu nació en 1771 en el seno de una familia de artistas de Yanghu en Changzhou. Su tía, Yun Bing, fue una artista habilidosa y su bisabuelo, Yun Shouping, fue un renombrado pintor. Durante su nacimiento, su abuela tuvo un sueño en el que un extraño le regalaba una gran perla brillante. Tomando esto como una señal se le llamó "Zhu", la palabra china para perla.
Su padre era carcelero, pero ella se casó con Wanglan Tinglu que era un aristócrata manchú. Tuvieron cuatro hijos Wanyan Linqing en 1791, Wanyan Linchang en 1792, Wanyan Linshu en 1794 y una hija al año siguiente.

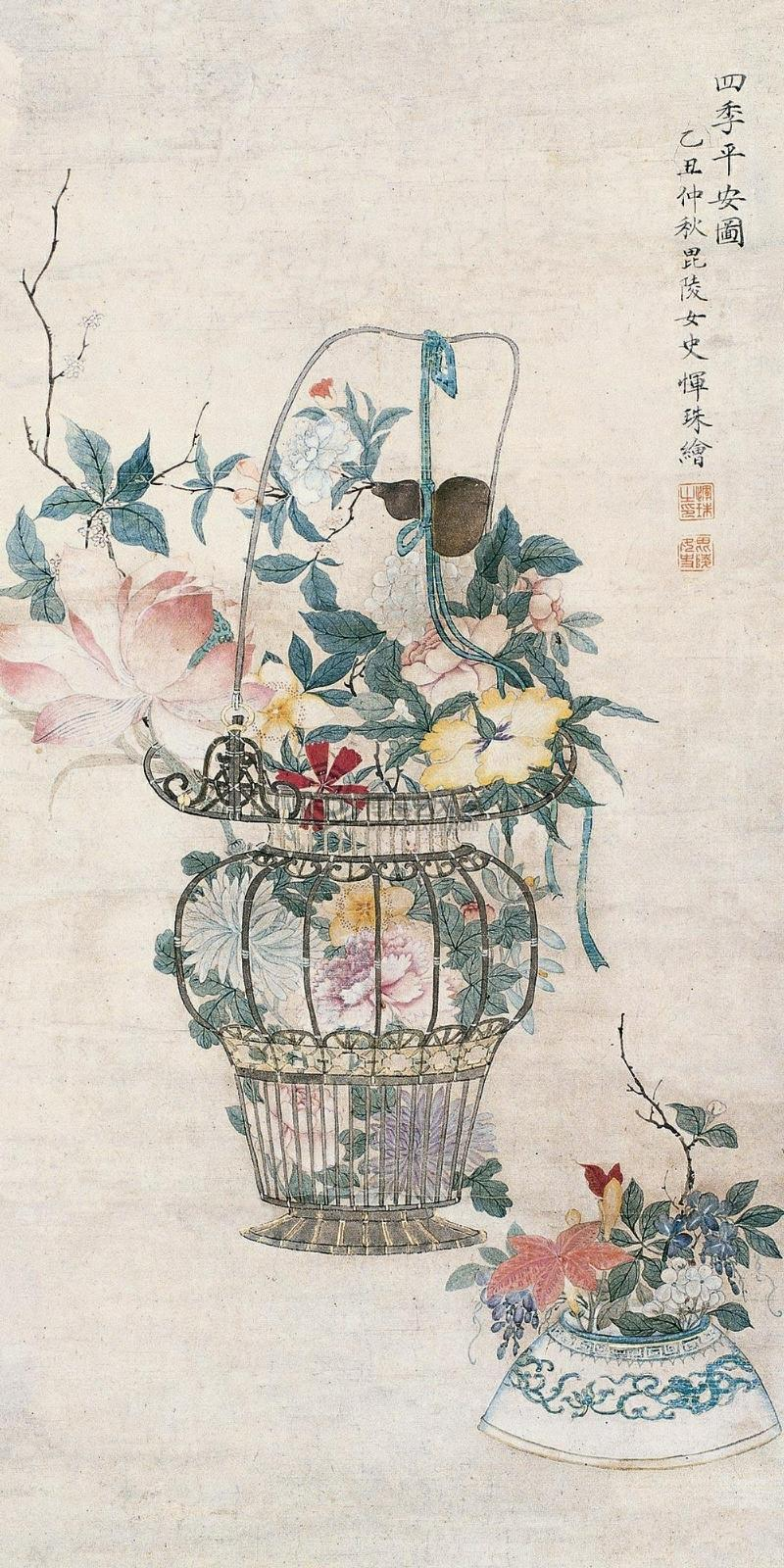
Una pintura por Yun Zhu

Zhu escribió y coleccionó poemas. Su hijo favorito, Linqing, descubrió que su madre había coleccionado más de 3.000 poemas de mujeres durante su niñez y como adulta. Posiblemente sin su consentimiento Linqing clasificó algunos para publicarlos en 1814. Zhu estaba molesta ya que consideraba que solo los poemas destinados a la posteridad debían ser publicados. Sus poemas de Borradores y Letras de la biblioteca de Hongxiang fueron reimpresos en 1866 y 1928.
Reinició su vida a la edad de 50 años tras la muerte de su marido en 1820. Tomó como seudónimo Experta del Lago de los Lotos. Gracias a la autobiografía publicada por su hijo, sabemos que Zhu se fue a vivir con él. Fue un experto en conservación de agua en Anhui provincia. Cuándo él se trasladó de la prefectura de Huizhou, Zhu decidió viajar a conocer los lugares de interés de Xin'an, así que eligió una ruta a través de la montaña Dahong. Linqing iba en cabeza e hizo un cuadro de ella siguiendo sus pasos por los empinados senderos de la montaña en una silla de sedán.
Su trabajo preeminente fue un libro de poesía titulado Poesía de Mujeres: Antología para un Correcto Comienzo. El libro incluyó 933 autores diferentes y 1.700 poemas. Llevó veinte años completarlo e incluyó poetas de Corea y Mongolia. Zhu pudo viajar mucho, ya que acompañó a su padre en sus viajes de negocios. La lectura de prueba del libro fue realizada por sus nietas y sus nueras.
Fue conocida como "Dama viuda de primer rango" y había recibido otros honores de la corte imperial. Enseñó a tres hijos y catorce nietos antes de morir en 1833. Murió sin su hijo favorito, ya que el emperador le ordenó que se convirtiera en el Gobernador de Guizhou. Esto acongojó a Linqing, que no quería dejarla. Sin embargo, el miedo a los bandidos y a desobedecer al emperador significaba que tenía que viajar solo. Su lealtad dividida se muestra en las pinturas y la poesía que creó en el camino. Después de su muerte, Linqing llevó sus restos a Pekín para su entierro.